# Ge Chutong
Ge Chutong (en chino: 葛楚彤; 23 de septiembre de 2003) es una deportista china que compite en natación, especialista en el estilo libre. Participó en los Juegos Olímpicos de París 2024, obteniendo una medalla de bronce en la prueba de 4 × 200 m libre.

## Palmarés internacional
| Juegos Olímpicos | Juegos Olímpicos | Juegos Olímpicos  | Juegos Olímpicos |
| Año              | Lugar            | Medalla           | Prueba           |
| ---------------- | ---------------- | ----------------- | ---------------- |
| 2024             | París (Francia)  | Medalla de bronce | 4 × 200 m libre  |